# Dwór Uphagena
Dwór Uphagena – budynek z XIX wieku znajdujący się w Gdańsku-Wrzeszczu przy  al. Grunwaldzkiej 5, wpisany do rejestru zabytków nieruchomych województwa.

## Zarys historyczny
Od 30 marca 1790 roku posiadłość była własnością Johanna Uphagena. Budynek uległ zniszczeniu podczas Oblężenia Gdańska w 1813 roku. Klasycystyczny dwór wzniesiony został w  1814 r. przez bratanka Johanna, Johanna Carla Ernsta Uphagena, będącego spadkobiercą. Budowla powstała prawdopodobnie na gruzach poprzedniego dworu, spalonego w czasie wojen napoleońskich. Wielokrotnie była przebudowywana, zachowała jednak pierwotną bryłę i układ wnętrz. W 1897 roku Rada Miasta Gdańska wykupiła grunty, płacąc 250 tysięcy marek niemieckich. Część powierzchni przeznaczono na siedzibę Technische Hochschule, natomiast teren drugiej stronie ulicy Grunwaldzkiej sparcelowano na działki, które zostały sprzedane. 
Po II wojnie światowej w Dworze Uphagena zlokalizowano konsulat Szwecji. W 1973 roku budynek wpisany został do wojewódzkiego rejestru zabytków. Od 3 kwietnia 1976 r. do 19 maja 2001 r. dwór stanowił Pałac Ślubów. Pierwszą parą, która zawarła związek małżeński w jego wnętrzu, byli Beata Wesołowska i Leszek Tomaszewski, zawodnik Spójni Gdańsk. Od 5 sierpnia 2003 roku Dwór Uphagena pełni funkcję Regionalnego Centrum Informacji i Wspomagania Organizacji Pozarządowych.

## Opis
Zabytek stanowi dwukondygnacyjny, jednobryłowy dom, postawiony na planie prostokąta. Dach jest czterospadowy, w krótszych połaciach umiejscowiony na osiach lukarny. Elewacja frontowa jest siedmioosiowa. W części środkowej dwór posiada trzyosiowy, zwieńczony półkoliście ryzalit. Po obu stronach znajdują się skierowane na zewnątrz ćwierćkola, zdobione liśćmi akantu. Na parterze zlokalizowana jest weranda, a nad nią taras. Pomiędzy parterem, a pierwszą kondygnacją oraz poniżej dachu dekorację tworzy fryz z motywem roślinnym. Tylna elewacja została znacznie przebudowana. Obecnie jest sześcioosiowa, z nieoryginalnym wejściem na osi, nad którym widać zwieńczenie niezachowanego ryzalitu z charakterystyczną dla klasycyzmu półokrągła niszą. Zachowały się schody z ażurową balustradą ozdobione motywami roślin drzwi jednego z pomieszczeń.
W 2020 roku zakończono remont zabytku. Uroczyste otwarcie odrestaurowanego dworu miało miejsce 18 sierpnia 2020 r. Symbolicznego przecięcia wstęgi dokonali: europosłanka Magdalena Adamowicz, prezes Fundacji Regionalnego Centrum Informacji i Wspomagania Jerzy Boczoń, przedstawiciel Ministerstwa Kultury oraz gdańscy radni. Wydarzenie zostało uwieńczone występem grupy artystycznej z Teatru Korkoro, która pojawiła się w osiemnastowiecznych w strojach. Dwór Uphagena odnowiony został po raz pierwszy od 70 lat.